# Вилифорд (Арканзас)
Вилифорд (енгл. Williford) град је у америчкој савезној држави Арканзас.

## Демографија
По попису из 2010. године број становника је 75, што је 12 (19,0%) становника више него 2000. године.
| Група             | 2000.      | 2010.      |
| Белци             | 61 (96,8%) | 65 (86,7%) |
| Афроамериканци    | 0 (0,0%)   | 0 (0,0%)   |
| Азијати           | 0 (0,0%)   | 0 (0,0%)   |
| Хиспаноамериканци | 0 (0,0%)   | 0 (0,0%)   |
| Укупно            | 63         | 75         |